# Членуване в немския език
Членуването в немския език е сходно с това в българския. Определителният или неопределителният член се склонява по род, число и падеж.

## Склонение
Склонените форми зависят от рода, числото и падежа на съответното съществително име.

### Неопределителен член
Членът ein- се използва като българския един, една, едно. Той няма директна форма в множествено число; в този случай има няколко алтернативи като например einige или manche.
|           | Мъжки род | Женски род | Среден род | Мн. ч. |
| --------- | --------- | ---------- | ---------- | ------ |
| Номинатив | ein       | eine       | ein        | -eine  |
| Акузатив  | einen     | eine       | ein        | -eine  |
| Датив     | einem     | einer      | einem      | -einen |
| Генитив   | eines     | einer      | eines      | -einer |

Същите окончания се използват и за негативната частица kein- и прилагателните притежателни местоимения (mein-, dein-, sein-, ihr-, unser-, euer/eur-, Ihr-)

### Определителен член
Следната таблица показва определителния член в немския език (еквивалент на българския я-, ят-, а-, ат-, та-, то-)
|           | Мъжки род | Женски род | Среден род | Мн. ч. |
| --------- | --------- | ---------- | ---------- | ------ |
| Номинатив | der       | die        | das        | die    |
| Акузатив  | den       | die        | das        | die    |
| Датив     | dem       | der        | dem        | den    |
| Генитив   | des       | der        | des        | der    |

Показателните местоимения (dies-, jen-) и относителните местоимения (welch-), както и jed- (всеки), manch- (много) и solch- (като) приемат сходни окончания.
|           | Мъжки род | Женски род | Среден род | Мн. ч. |
| --------- | --------- | ---------- | ---------- | ------ |
| Номинатив | -er       | -e         | -es        | -e     |
| Акузатив  | -en       | -e         | -es        | -e     |
| Датив     | -em       | -er        | -em        | -en    |
| Генитив   | -es       | -er        | -es        | -er    |